# The Long Road Home (Miniserie)
The Long Road Home ist eine achtteilige US-amerikanische Miniserie aus dem Jahr 2017. Sie zeichnet die Ergebnisse einer Gruppe von US-amerikanischen Soldaten nach, die während der US Militärpräsenz im Irak in Kampfhandlungen verwickelt werden. Vorlage war das 2007 erschienene Buch The Long Road Home: A Story of War and Family der US-amerikanischen Journalistin Martha Raddatz.
Die US-amerikanische Erstausstrahlung fand vom 7. November bis zum 19. Dezember 2017 auf dem National Geographic Channel statt. Die deutsche Erstausstrahlung erfolgte vom 16. November bis zum 28. Dezember 2017 zeitversetzt auf dem National Geographic Channel, dem FOX Channel und bei Sky 1.

## Handlung
Nach der offiziellen Beendigung des Irakkrieges am 1. Mai 2003 ist der Irak auch elf Monate danach noch von US-amerikanischen und britischen Streitkräften besetzt. The Long Road Home zeigt die Erlebnisse von Angehörigen der  1. Kavallerie-Division der US-Armee, welche am 4. April 2004 in einen Hinterhalt in Sadr City, einem Stadtteil von Bagdad gerieten. Neben den Kampfhandlungen, bei denen acht US-Soldaten getötet und über 60 verwundet wurden, und der Rettungsmission, beschäftigt sich die Serie auch mit den Schicksalen der Familien vor, während und nach den Ereignissen in der Heimatbasis der Einheit im texanischen Fort Hood.

## Hintergrund und Produktion
Im November 2015 wurde bekannt, dass der National Geographic Channel an der Adaption von Martha Raddatz’ Bestseller The Long Road Home arbeitet. Die als Miniserie geplante Produktion wurde schließlich im Juli 2016 freigeben. Als Darsteller wurden im März 2017 neben Michael Kelly, Noel Fisher, Jeremy Sisto und Patrick Schwarzenegger, auch Kate Bosworth, Sarah Wayne Callies sowie Jason Ritter bekanntgegeben.

## Besetzung und Synchronisation
Die deutsche Synchronisation entstand bei der EuroSync GmbH in Berlin unter der Dialogregie und nach dem Dialogbuch von Christian Gundlach.
| Rollenname              | Schauspieler/in        | Synchronsprecher/in |
| ----------------------- | ---------------------- | ------------------- |
| LTC Gary Volesky        | Michael Kelly          | Peter Flechtner     |
| Lt. Shane Aguero        | E. J. Bonilla          | Tobias Nath         |
| CPT Troy Denomy         | Jason Ritter           | Florian Hoffmann    |
| SGT Robert Miltenberger | Jeremy Sisto           | Thomas Schmuckert   |
| PFC Tomas Young         | Noel Fisher            | Nico Sablik         |
| SGT Eric Bourquin       | Jon Beavers            | Ricardo Richter     |
| SPC Israel Garza        | Jorge Diaz             | Fabian Heinrich     |
| SPC Robert Arsiaga      | Ian Quinlan            | Tim Sander          |
| SGT Ben Hayhurst        | Patrick Schwarzenegger | Amadeus Strobl      |
| Jassim Al-Lani          | Darius Homayoun        | Diab Nasser         |
| Gina Denomy             | Kate Bosworth          | Marie Bierstedt     |
| Leann Volesky           | Sarah Wayne Callies    | Antje von der Ahe   |
| Eric Borquin (jung)     | Charlie Ray Reid       | Moritz Albrecht     |

## Episodenliste
| Nr. (ges.) | Nr. (St.) | Deutscher Titel              | Originaltitel                                                | Erstausstrahlung US | Deutschsprachige Erstausstrahlung (D) | Regie          | Drehbuch                         |
| ---------- | --------- | ---------------------------- | ------------------------------------------------------------ | ------------------- | ------------------------------------- | -------------- | -------------------------------- |
| 1          | 1         | Der Weg in den Krieg         | The Road to War (Alternativtitel: Black Sunday, Part 1)      | 7. Nov. 2017        | 16. Nov. 2017                         | Phil Abraham   | Mikko Alanne                     |
| 2          | 2         | Das Auge des Sturms          | The Eye of the Storm (Alternativtitel: Black Sunday, Part 2) | 7. Nov. 2017        | 16. Nov. 2017                         | Phil Abraham   | Lana Cho                         |
| 3          | 3         | Weg in die Dunkelheit        | Into the Unknown                                             | 14. Nov. 2017       | 23. Nov. 2017                         | Mikael Salomon | Alan Di Fiore                    |
| 4          | 4         | Im Tal des Todes             | In the Valley of Death                                       | 21. Nov. 2017       | 30. Nov. 2017                         | Mikael Salomon | Mikko Alanne                     |
| 5          | 5         | Die Entscheidung             | The Choice                                                   | 28. Nov. 2017       | 7. Dez. 2017                          | Phil Abraham   | Mikko Alanne & Scott Gold        |
| 6          | 6         | Eine Stätte der Hoffnung     | A City Called Heaven                                         | 5. Dez. 2017        | 14. Dez. 2017                         | Phil Abraham   | Mikko Alanne & Alan Di Fiore     |
| 7          | 7         | Am Ende der Hoffnung         | Abandon Hope                                                 | 12. Dez. 2017       | 21. Dez. 2017                         | Mikael Salomon | Amy Louise Johnson & Kelly Wiles |
| 8          | 8         | In deinen Träumen dir so nah | Always Dream of Me                                           | 19. Dez. 2017       | 28. Dez. 2017                         | Phil Abraham   | Mikko Alanne                     |